# あぶらげんしん
あぶらげんしんは、新潟県長岡市栃尾のイメージキャラクターの名称である。

## 誕生
栃尾で初陣を飾った戦国武将上杉謙信と栃尾名産のあぶらあげを融合し、誕生した。

## 生い立ち
- 出身地：栃尾[1]
- 誕生日：12月19日[2]
- 趣味：みんなを楽しませること！[1]
- 長所：明るく元気[1]
- 血液型：菜種油[1]
- 好きな食べ物：あぶらげ（油揚げ）[1]
- 好きな映画：「モノクロームの少女」[1]

## 活動
- 2009年2月より各種イベントで活動している。
- 2010年11月12日に長野放送と新潟総合テレビの2局ネットで放送された「信越ゆるキャラ王座決定戦」[3]では、最優秀選手賞に選ばれている。
- 2018年9月から10月にかけて新デザインコンテストが行われ、新しいデザイン12種が選ばれた[4]。